# 엘라라 (위성)
엘라라(Elara)는 순행하는 목성의 불규칙 위성이다. 1905년 릭 천문대에서 Charles Dillion Perrine이 발견하였고, 엘라라라는 이름은 거인 Tityus를 낳은 제우스의 아내에서 따왔다.

## 이름
엘라라는 1975년까지 현재의 이름을 가지고 있지 않았다. 전에는 간단하게 목성 VII나 목성 위성 VII로 알려졌다. 1955년에서 1975년까지 "헤라"라고 부르기도 했다.
엘라라는 다섯 개의 달이 목성에서 11,000,000km에서 13,000,000km사이의 거리에서 약 27° 기울어진 궤도를 돌고 있는 히말리아 군에 속한다. 이는 2000년 1월 현재의 궤도적 요소이고 이 궤도는 태양과 행성의 섭동때문에 계속해서 바뀌고 있다.

## 뉴 허라이즌스호의 탐사
2007년 2월과 3월에 명왕성으로 가는 뉴 허라이즌스가 8백만 킬로미터의 거리에서 자오선상에 올 때 일련의 엘라라 사진을 찍었다.

## 같이 보기
- 불규칙 위성
- 소설에서의 목성의 위성